# Koki Machida
Koki Machida (Ibaraki, 25 de agosto de 1997) é um futebolista profissional japonês que atua como Zagueiro. Atualmente defende o Hoffenheim.

## Carreira
Koki Machida começou a carreira no Kashima Antlers.
Em 2024, pelo Union SG., fez o gol do título da Copa da Bélgica, contra o Royal Antwerp. Esse foi o terceiro título do clube na competição, quebrando um jejum de 110 anos sem títulos da competição.

## Títulos
Union SG
- Copa da Bélgica: 2023-24
- Supercopa da Bélgica: 2024